# 우타다 히카루
우타다 히카루(일본어: 宇多田 ヒカル, 1983년 1월 19일 ~ )는 일본의 가수이다. 현재는 영국 런던에 살고 있다.

## 내력

### 1993년 ~ 2000년
미국 거주 시절이었던 1993년, U3 (아버지:우타다 테루자네와 어머니:후지 케이코와의 패밀리 유닛) 명의로 《STAR》를 발표. 마찬가지로 미국에서 1997년에 Cubic U (우타다 가족의 3승이란 의미)로서 솔로 싱글 〈Close To You〉와 앨범 《Precious》를 발표
1997년 가을, 도쿄의 스튜디오에서 레코딩을 하고 있었을 때, 옆 스튜디오에 있던 디렉터 미야케 아키라의 눈에 띄어, 일본 데뷔를 제안받지만, 미국에서 Cubic U로서 솔로 데뷔를 할 예정이었기 때문에, 처음에는 망설였지만, 미야케가 열심히 설득한 결과 1998년 1월 28일에 《Precious》를 일본에서 발매해 12월에 〈宇多田ヒカル 우타다 히카루[*]〉로서 데뷔하는 것이 되었다.
1998년 12월, 우타다 히카루로서 1번째 싱글 〈Automatic/time will tell〉로 데뷔. 프로모션은 라디오 출연뿐이었지만, FM 라디오나 외자계 CD 숍의 지원으로 인기를 얻어 데뷔곡이 갑자기 밀리언 세일즈를 기록. 단 1매의 싱글로 음악 미디어는 물론 일반 주간지나 와이드 쇼까지 센세이션을 일으켰다. 그리고 우타다가 15세 때 작사 작곡한 것이나 미국에서 생활하고 있던 귀국 자녀에다 예전 엔카 가수·후지 케이코의 딸이었던 것이 밝혀져 세간을 놀라게 했다.
1999년 1월, 자신의 홈 페이지에서 블로그를 개설. 당시에는 연예인의 블로그 자체가 드물어, 우타다 히카루가 그 선구가 되었다. 3월, 1번째 앨범 《First Love》를 발매. 일본에서 860만 매 이상 (오리콘 매상 데이터는 765만 매), 일본 국외를 포함하면 990만 매 이상을 출하해, 일본의 앨범 역대 차트 1위에 빛난다. 이 해에 귀국해 활동 거점을 일본으로 옮긴다. 이때까지 라디오 이외의 미디어 노출은 거의 없었지만, 6월 18일의 《뮤직 스테이션》 (26.5%)을 시작으로 《HEY!HEY!HEY!MUSIC CHAMP》 (28.5%), 《SMAP×SMAP》 (33.5%) 등의 텔레비전 프로그램에도 출연. 모두 프로그램 최고 시청률을 기록했다.
2000년 7월, 첫 전국 투어 〈BOHEMIAN SUMMER ~우타다 히카루 Circuit Live 2000~〉을 개최.

### 2001년 ~ 2003년
2001년 3월, 2번째 앨범 《Distance》를 발매. 《Distance》의 발매 1주간의 매상 매수는 오리콘에서 300.3만 매 (방악 앨범 초동 매상 1위), 플래니트에서 262.9만 매, 사운드 스캔에서 244.3만 매를 기록했다. 최종적으로 매상 400만 매를 넘는 히트가 되었다. 매상 약 450만 매 (오리콘). 오리콘 연간 앨범 차트 1위 획득.
2001년 6월 8일 일어난, 오사카 학교 학살의 피해자 중 한 명이 우타다 히카루의 팬이었던 것을 알게 되어 본래 오리지널로 싱글 컷할 예정이었던 곡 〈DISTANCE〉를 다시 만들어 그 피해자에게 바치는 곡으로 8번째 싱글 〈FINAL DISTANCE〉를 발매.
2001년 7월, Tezuka Osamu @ Cinema 기획의 인터넷 애니 〈블랙 잭〉의 피노코 역에 성우로 기용된다. 성우 일은 본인 첫 시도. 8월, MTV UNPLUGGED에 출연. 미국에서 UNPLUGGED를 제작하고 있던 스태프가 일본에 와 촬영이 행해졌다. 9월, TIME지 미국판 2001년 9월 15일 특별 증간호 〈Music Goes Global〉 (가을 특별호)에서 U2의 보노, 비요크 등 6인과 함께 표지를 장식한다. 12월, TIME지 아시아판 12월 17일호에서 표지를 장식한다.
2002년 1월, 미국의 레코드 레이블 그룹인 아일랜드 데프 잼 뮤직 그룹와 계약. 미국에서의 예명을 〈Utada〉로 한다. 1월 31일, 세계 경제 포럼 (통칭 다보스 회의)의 오프닝 세리머니에 출석. 2월 18일, 수상 관저에서 열린, 부시 대통령 환영 리셉션에 출석. 4월, 난소 종양 (양성)이라 진단되어, 척출 수술을 받는다. 수술 후에도 약의 부작용으로 몸 상태가 회복되지 못하고 당분간 휴양. 그로 인해, 텔레비전 출연 등 프로모션 활동도 중지하게 되어, 출연 예정이었던 〈와랏테 이이토모!〉의 텔레폰 쇼킹에는, 급하게 아버지인 우타다 테루자네가 대리로 출연했다.
2002년 6월, 3번째 앨범 《DEEP RIVER》를 발매. 텔레비전 출연은 없었지만, 잡지·라디오 프로그램으로 프로모션 활동을 실시했다. 발매 1주간 매상 매수는 오리콘에서 235만 매, 플래니트에서 189만 매를 기록했다. 매상 약 360만 매 (오리콘). 오리콘 연간 앨범 차트 1위 획득.
2002년 9월 6일, 사진가·영화 감독인 키리야 카즈아키와 결혼. 키리야는 앨범 《Distance》의 CD 자켓이나 9번째 싱글 〈traveling〉, 10번째 싱글 〈빛〉, 11번째 싱글 〈SAKURA드롭스〉, 3번째 앨범의 타이틀 〈Deep River〉 등의 프로모션 비디오를 제작.
2003년 1월 19일, 자신의 20세 생일에, 라이브 스트리밍 이벤트를 개최. 토크 외 미니 라이브도 행해져, 전 3곡을 피로. 약 2130만 건의 액세스 수를 기록.

### 2004년 ~ 2006년
2004년 3월, 컴필레이션 앨범 《Utada Hikaru SINGLE COLLECTION VOL.1》을 발매. 당시 베스트 앨범의 발매라고 화제가 되었다. 4주 이상 오리콘 1위를 독주. 250만 매 이상의 세일즈를 기록해, 연간 앨범 차트 1위가 되었다. 2004년 2월, 라이브 〈히카루의 5〉를 개최.
2004년 4월, 영화 《CASSHERN》의 테마 송으로 13번째 싱글 〈누군가의 소원이 이루어질 때〉를 발매.
2004년 10월, 앨범 《EXODUS》로 미국 메이저 데뷔. 수록곡 〈Devil Inside〉는 싱글 Hot Singles Sales 보관됨 2009-04-13 - 웨이백 머신 차트에서 57위, 댄스 차트에서는 1위를 기록. 앨범은 빌보드 종합 앨범 차트에서 160위. 또 신인이나 젊은 아티스트가 대상인 Top Heatseekers 차트에서는 5위. 2005년 10월에는 영국 데뷔. 일본에서는 미국 발매로부터 4주 빠른 2004년 9월 8일에 선행 발매되어, 전부 가사가 영어임에도 불구하고 밀리언 셀러를 기록했다. 오리콘 차트에서 1위 획득.
2005년 9월, 14번째 싱글 〈Be My Last〉를 발매해, 그 후에도 연이어 싱글을 발매. 다시 일본에서의 활동이 많아졌다. 2월 발매의 16번째 싱글 〈Keep Tryin'〉은 200만 다운로드를 돌파. 그 후 NHK 모두의 노래에서, 17번째 싱글 〈나는 곰〉이 기용되었다. 〈누군가의 소원이 이루어질 때〉 〈Be My Last〉 〈Passion〉 〈Keep Tryin'〉 등, 2004년 이후의 싱글은 작사 작곡을 더해 편곡도 우타다 자신이 담당하고 있다.
2006년 6월 14일, 4년 만이 되는 4번째 앨범 《ULTRA BLUE》를 발매. 이 발매에 앞서, 수록곡 〈This Is Love〉를 다운로드 한정 싱글로 판매했다. 이 앨범은 초동 50만 매를 돌파해, 1번째 앨범의 초동 50만 매 돌파 기록을 갱신해, 역대 1위가 되었다. 오리콘 2주 연속 1위 획득.
2006년, 6년 만이 되는 2번째 전국 투어 〈UTADA UNITED 2006〉를 개최.

### 2007년 ~ 2010년
2007년 2월 28일, 드라마 《꽃보다 남자 2(리턴즈)》의 이미지 송이 수록된 18번째 싱글 〈Flavor Of Life〉를 발매. 오리콘 주간 차트에서는 3주 연속 1위를 기록.
2007년 3월 3일, 일 등 서로의 생활이 엇갈림을 이유로 키리야 카즈아키와 3월 2일에 이혼한 것을, U3MUSIC 공식 사이트의 일기 〈Message from Utada Hikaru〉에서 보고했다.
2007년 7월 18일, 〈Flavor Of Life〉의 음악 다운로드가 총계 700만 다운로드를 돌파해, 디지털 싱글 세계 1위가 된 것을 영국 EMI가 발표했다. 같은 달, 오리콘이 실시한 〈음악 팬 2만 명이 고른 좋아하는 아티스트 랭킹〉에서 2004년 이래 3년 만에 1위를 획득했다. 그리고 2007년 10월 4일, 우타다의 악곡 다운로드 수가 1000만 다운로드를 돌파했다.
2007년 11월에는, Ne-Yo로부터의 요망으로, Utada와 컬래버레이션한 〈Do You feat. Utada〉가 다운로드 한정으로 발매되었다. 2007년 12월 9일, 우타다 히카루 데뷔 10주년째에 돌입.
2008년 2월 20일에는, 기념할만한 20번째 싱글 〈HEART STATION/Stay Gold〉를 발매. 5번째 앨범 타이틀 악곡으로도 되어 있는 〈HEART STATION〉은 2월 월간 FM 온 에어 차트에서 1위를 기록.
2008년 3월 19일, 1년 9개월 만이 되는 5번째 앨범 《HEART STATION》을 발매. 오리콘 첫 등장 1위. 2008년 5월 13일, 지금까지의 앨범 전 5작의 토털 세일즈가 2000만 매를 돌파한 것이 발표되었다. 매상 금액은 600억 엔 이상에, 앨범 《HEART STATION》도 100만 매 출하를 기록해, 6작 연속 밀리언이 되었다. 《HEART STATION》의 수록곡이 음악 다운로드에서 1500만 다운로드를 돌파, CD와 다운로드의 합산이 62억 엔이 되는 것도 발표되었다.
2008년 5월 21일, 21번째 싱글 〈Prisoner Of Love〉를 발매. 5번째 앨범 수록곡으로, 드라마 《라스트 프렌즈》의 주제가가 된 것으로부터 싱글 컷이 결정. 오리지널이 어레인지되어 그대로 싱글 컷되는 것은 3번째 싱글 〈First Love〉 이래이다.
2008년 10월 20일 시작한 후지 TV 게츠9 드라마 《이노센트 러브》의 주제가에, 2001년에 발매한 2번째 싱글 〈Distance〉의 수록곡 〈Eternally〉를 재편집한 믹스 버전 〈Eternally -Drama Mix-〉가 기용되었다. 주제가로 기용되는 뉴 버전은, 2001년 당시에 스튜디오에서 몇 번이나 불렀던 보컬 중에서, 다시 편집을 행해, 런던에서 새롭게 믹스를 한 것. 후지 게츠9 드라마 주제가 기용은 2001년의 《HERO》 이래, 약 7년 반 만이 되는 2번째이다. 또, 오피셜 HP에서는 〈10주년 특설 사이트〉가 오픈.
2009년 1월 12일 자 오리콘 차트에서 앨범 《HEART STATION》이 밀리언을 돌파.
2009년 1월 7일, Utada로서 신곡 〈Come Back To Me〉의 풀 사이즈 시청이 스타트. 2004년의 《EXODUS》 이래 약 5년 만이 되는 2번째 앨범 《This Is The One》을 3월 14일에 일본에서 발매. 3월 24일에는 미국에서 디지털 다운로드 발매. 4월 11일 자 빌보드 200에서 179위로 첫 등장했다. 또, 리드 싱글인 〈Come Back To Me〉に는 빌보드의 리드믹 차트에서 39위를 기록 (일본인 최고 기록). 또, 미국 라디오 프로그램이나 텔레비전 프로그램에 출연해 프로모션을 행했다. 2009년 3월 19일에는 우타다 히카루로서, 첫 오피셜 북 《점-ten-》 《선-sen-》을 동시 발매.
2009년 5월 12일, 미국과 유럽에서 《This Is The One》을 CD 발매. 이 미국반에는, 〈빛〉의 영어 버전 〈Simple And Clean〉과 〈Passion〉의 영어 버전 〈Sanctuary〉 (두 버전)이 보너스 트랙으로 추가 수록되었다.
2009년 5월 16일, 전작으로부터 약 1년 반 만이 되는 영화 《에반게리온: 파》의 테마 송으로 결정된 것이, 프리페이퍼 〈EVA-EXTRA 02〉 지면에서 발표되었다. 전작 《에반게리온: 서》의 테마 송 〈Beautiful World〉에 이은 속투가 된다. 또한, 주제가 〈Beautiful World -PLANiTb Acoustica Mix-〉는 당초 넷 다운로드 한정이었지만, 2번째 베스트 앨범 《Utada Hikaru SINGLE COLLECTION VOL.2》에 CD 첫 수록이 되었다.
2009년 5월 21일, 미국에서 12월에 CD 발매된 《This Is The One》이, 5월 30일 자 빌보드 200에서 69위로 차트 인.
2009년 봄에는, 마이스페이스 주최에 의한 Utada 가라오케 콘테스트를 일본과 미국에서 개최.
2010년 1월 ~ 2월, Utada로서 첫 미국 헤드라인 투어 〈Utada "In The Flesh" 2010 Tour〉를 개최.

### 2010년 ~ 2015년 (활동 휴지 기간)
2010년 8월 9일, 자신의 블로그에서 연내를 지내고 아티스트 활동을 무기한 휴지하는 것을 발표했다. 〈내년부터, 잠시 동안은 화려한 《아티스트 활동》을 중지하고, 《인간 활동》에 전념하려고 생각합니다〉라고 선언해, 〈2년이 될지, 5년이 될지, 모르지만, 한 번 더 성장해서 돌아올테니까. 조금 시간을 주세요〉라고 팬에게 응해, 같은 해 가을에는 신곡을 포함한 싱글 컬렉션을 발매하는 것이 밝혀졌다. 〈인간 활동〉에 대해서, 〈50세 정도가 되었을 때, 매니저 없이는 아무 것도 하지 못하는 안타까운 아줌마는 되고 싶지 않았다〉 〈가능하면 볼런티어라던가 사람과 관계되는 것을 외국에서 하고 싶다〉 〈할머니가 될 때까지 살고 싶다. 그 땐 일본에 있고 싶다〉라고 말했다.
2010년 12월 8일 ~ 9일에, 활동 휴지 전 최후의 콘서트인 〈WILD LIFE〉가, 카나가와·요코하마 아레나에서 열렸다. 신곡 〈Goodbye Happiness〉로 시작해, 데뷔 싱글 〈Automatic/time will tell〉이나 〈First Love〉 〈traveling〉 〈SAKURA드롭스〉라는 대 히트 싱글에서, 〈Flavor Of Life -Ballad Version-〉 〈Beautiful World〉 〈Prisoner Of Love〉 등 최근 히트 곡을 포함한 전 22곡을 열창 (앙코르 포함).
2012년 11월 17일, 활동 휴지로부터 약 2년 만의 악곡으로 애니메이션 영화 《에반게리온: Q》의 테마 송 〈벚꽃 흐름〉이 전격 발표되었다. 같은 날, 음악 다운로드가 개시되어, 12월 26일에 DVD 싱글이 발매되었다.
2013년 4월부터, Inter FM에서 〈KUMA POWER HOUR with Utada Hikaru〉를 셋째 주 화요일에 방송 중. 자택에서 수록·편집한 데이터를 Inter FM에 전송해 OA되고 있다.
2014년 3월, Inter FM 〈KUMA POWER HOUR with Utada Hikaru〉 종료.
2014년 5월, 바텐더인 일반 남성과 결혼.

### 2016년 ~ 현재
2016년 1월 20일, 4월부터 시작하는 연속 TV 소설 《아빠 언니》의 주제가를 담당하는 것이 결정되었다. 타이틀은 〈꽃다발을 너에게〉로, 4월 4일 《아빠 언니》 첫회 오프닝에서 해금되고, 같은 날 밤 《NEWS ZERO》의 엔딩 테마 〈한여름의 소나기〉를 발표, 음악 활동을 재시동. 이 두 곡은 4월 15일부터 다운로드가 개시된다. 재개를 맞아, 특설 사이트 〈우타다 히카루 NEW-turn Project〉가 개설되었다.
7월 8일에는, 전작 《HEART STATION》으로부터 8년 만이 되는 오리지널 앨범 《Fantôme》를 9월 28일에 발매하는 것이 결정되었다.
2017년 2월 22일 발매되는 The Back Horn의 25번째 싱글 'あなたが待ってる'에 공동 프로듀서, 피아노, 백보컬로 참여했다.
6월 16일 산토리 천연수 CM송 '大空で抱きしめて'을 공개했고 7월 10일 EPIC 이적 후 최초의 신곡을 발매한다.
데뷔 19주년이자 20주년에 돌입하는 2017년 12월 9일 영화 『DESTINY 가마쿠라 이야기』의 주제곡이자 소니 노이즈캔슬링 CM송「あなた」를 발매한다.
2016년에 이어 2017년에도 왕성한 활동을 했고 2017년 오리콘 조사 2만명이 뽑은 좋아하는 아티스트 랭킹에서 2위를 차지했다.
2018년 1월 오부쿠로 나리아키의 메이저 데뷔 앨범 「分離派の夏」을 프로듀싱하면서 프로듀서로 활동을 시작했다. 2월 10일 킹덤 하츠 III의 트레일러 공개와 함께 테마송을 담당하는 것이 발표되었다. 4월 7일 이탈리아인 남편 프란체스코 칼리아노와 이혼했다고 닛칸스포츠에 보도됐다. 아이의 양육권에 관해선 아직 밝혀진 바가 없으나 트위터의 발언을 보면 우타다가 양육하는 것으로 보인다.<ref> G1110873623 http://mosen.mt.co.kr/article G1110873623 |url= 값 확인 필요 (도움말). |제목=이(가) 없거나 비었음 (도움말)
4월 25일 디지털 싱글 『Play A Love Song』 발매와 동시에 공식 홈페이지를 통해 7번째 앨범 발매정보를 공개했다.
타이틀 곡 初恋를 포함해 총 12곡이 수록되며 2018년 콘서트 투어 선행응모 추천권이 초회 출하분에 한하여 봉입될 예정이라고 한다.

## 인물
- 세이센 인터내셔널 스쿨에 다니고 있었지만, 연예 활동이 금지인 학교였기 때문에, 아메리칸 스쿨 인 재팬으로 전학했다. 후에 컬럼비아 대학교에 진학하지만, 중퇴했다.

## 음반 작품

### 싱글
| 매 | 발매일           | 타이틀                                           | 골드 등 인정    | 규격 품번                          |
| -- | ---------------- | ------------------------------------------------ | --------------- | ---------------------------------- |
| 1  | 1998년 12월 9일  | Automatic/time will tell                         | 2 밀리언        | TODT-5242 (8 cm) TOCT-4127 (12 cm) |
| 2  | 1999년 2월 17일  | Movin' on without you                            | 밀리언          | TODT-5267 (8 cm) TOCT-4138 (12 cm) |
| 3  | 1999년 4월 28일  | First Love                                       | 트리플 플래티나 | TODT-5300 (8 cm) TOCT-4150 (12 cm) |
| 4  | 1999년 11월 10일 | Addicted To You                                  | 밀리언          | TOCT-4180                          |
| 5  | 2000년 4월 19일  | Wait&See 〜リスク〜 Wait&See ~리스크~            | 밀리언          | TOCT-22070                         |
| 6  | 2000년 6월 30일  | For You/タイム・リミット For You/타임 리밋       | 트리플 플래티나 | TOCT-4230                          |
| 7  | 2001년 2월 16일  | Can You Keep A Secret?                           | 밀리언          | TOCT-4301                          |
| 8  | 2001년 7월 25일  | FINAL DISTANCE                                   | 더블 플래티나   | TOCT-4311                          |
| 9  | 2001년 11월 28일 | traveling                                        | 트리플 플래티나 | TOCT-4351                          |
| 10 | 2002년 3월 20일  | 光 빛                                            | 더블 플래티나   | TOCT-4361                          |
| 11 | 2002년 5월 9일   | SAKURAドロップス/Letters SAKURA드롭스/Letters    | 더블 플래티나   | TOCT-4381                          |
| 12 | 2003년 1월 29일  | COLORS                                           | 밀리언          | TOCT-4455                          |
| 13 | 2004년 4월 21일  | 誰かの願いが叶うころ 누군가의 소원이 이루어질 때 | 더블 플래티나   | TOCT-4700                          |
| 14 | 2005년 9월 28일  | Be My Last                                       | 더블 플래티나   | TOCT-5001 (CD) TOCT-5002 (CD+DVD)  |
| 15 | 2005년 12월 14일 | Passion                                          | 골드            | TOCT-5003 (CD) TOCT-5004 (CD+DVD)  |
| 16 | 2006년 2월 22일  | Keep Tryin'                                      | 골드            | TOCT-5005                          |
| 17 | 2006년 11월 22일 | ぼくはくま 나는 곰                               | 골드            | TOCT-40063                         |
| 18 | 2007년 2월 28일  | Flavor Of Life                                   | 더블 플래티나   | TOCT-40095                         |
| 19 | 2007년 8월 29일  | Beautiful World/Kiss & Cry                       | 플래티나        | TOCT-40120                         |
| 20 | 2008년 2월 20일  | HEART STATION/Stay Gold                          | 골드            | TOCT-40200                         |
| 21 | 2008년 5월 21일  | Prisoner Of Love                                 | 골드            | TOCT-40220 (CD+DVD)                |

### 디지털 싱글 (다운로드 선행·한정)

#### 착신음
|      | 다운로드 개시일  | 타이틀                                                         | 골드 등 인정  |
| ---- | ---------------- | -------------------------------------------------------------- | ------------- |
| 선행 | 2006년 5월 15일  | This Is Love                                                   | 더블 플래티나 |
| 선행 | 2006년 11월 1일  | ぼくはくま 나는 곰                                             |               |
| 선행 | 2007년 1월 5일   | Flavor Of Life -Ballad Version-                                | 2 밀리언      |
| 선행 | 2007년 2월 19일  | Flavor Of Life                                                 | 밀리언        |
| 선행 | 2007년 4월 20일  | Kiss & Cry                                                     | 더블 플래티나 |
| 선행 | 2007년 6월 30일  | Fly Me To The Moon (In Other Words) -2007 MIX-                 |               |
| 선행 | 2007년 7월 23일  | Beautiful World                                                | 더블 플래티나 |
| 선행 | 2007년 12월 7일  | Stay Gold                                                      | 더블 플래티나 |
| 선행 | 2008년 1월 21일  | HEART STATION                                                  |               |
| 선행 | 2008년 3월 3일   | Fight The Blues                                                |               |
| 선행 | 2008년 5월 1일   | Prisoner Of Love -Quiet Version-                               |               |
| 한정 | 2008년 10월 20일 | Eternally -Drama Mix-                                          |               |
| 선행 | 2009년 6월 27일  | Beautiful World -PLANiTb Acoustica Mix-                        |               |
| 선행 | 2010년 9월 28일  | Hymne à l'amour 〜愛のアンセム〜 Hymne à l'amour ~사랑의 앤셈~ |               |
| 선행 | 2010년 11월 3일  | Goodbye Happiness                                              |               |
| 선행 | 2010년 11월 17일 | Show Me Love (Not A Dream)                                     |               |
| 한정 | 2012년 11월 17일 | 桜流し 벚꽃 흐름                                               |               |

#### 착신음 풀·PC 다운로드
|      | 다운로드 개시일  | 타이틀                                                         | 골드 등 인정                             |
| ---- | ---------------- | -------------------------------------------------------------- | ---------------------------------------- |
| 선행 | 2006년 5월 31일  | This Is Love                                                   | 플래티나 (착신음 풀), 골드 (PC 다운로드) |
| 선행 | 2007년 5월 31일  | Kiss & Cry                                                     | 골드                                     |
| 선행 | 2007년 6월 30일  | Fly Me To The Moon (In Other Words) -2007 MIX-                 | 골드 (착신음 풀)                         |
| 한정 | 2008년 10월 31일 | Eternally -Drama Mix-                                          | 골드 (착신음 풀)                         |
| 선행 | 2009년 6월 27일  | Beautiful World -PLANiTb Acoustica Mix-                        | 골드 (착신음 풀)                         |
| 선행 | 2010년 10월 9일  | Hymne à l'amour 〜愛のアンセム〜 Hymne à l'amour ~사랑의 앤셈~ |                                          |
| 선행 | 2010년 11월 17일 | Goodbye Happiness                                              |                                          |
| 한정 | 2012년 11월 17일 | 桜流し 벚꽃 흐름                                               | 플래티나 (PC 다운로드)                   |
| 한정 | 2016년 4월 15일  | 花束を君に 꽃다발을 너에게                                     | 골드 (싱글 트랙)                         |
| 한정 | 2016년 4월 15일  | 真夏の通り雨 한여름의 소나기                                   | 골드 (싱글 트랙)                         |

### DVD 싱글
- Wait&See 〜リスク〜 / Wait&See ~리스크~ (2000년 6월 30일)
- traveling (2002년 1월 30일)
- COLORS (2003년 3월 12일)
- 誰かの願いが叶うころ / 누군가의 소원이 이루어질 때 (2004년 7월 28일)
- 桜流し / 벚꽃 흐름 (2012년 12월 26일)

### 아날로그반 싱글
- Automatic/time will tell/time will tell (DUB MIX) (1999년 2월 17일)
- REMIX: Fly Me To The Moon (2000년 5월 10일)

### 앨범
- 데뷔 앨범부터 5작 연속 초동 50만 매 돌파 (《First Love》 ~ 《ULTRA BLUE》/단독 기록)
- 오리지널 앨범 전부 출하 베이스로 밀리언 (단독 기록)

| 매 | 발매일          | 타이틀        | 골드 등 인정 | 규격 품번  |
| -- | --------------- | ------------- | ------------ | ---------- |
| 1  | 1999년 3월 10일 | First Love    | 8 밀리언     | TOCT-24067 |
| 2  | 2001년 3월 28일 | Distance      | 4 밀리언     | TOCT-24601 |
| 3  | 2002년 6월 19일 | DEEP RIVER    | 3 밀리언     | TOCT-24819 |
| 4  | 2006년 6월 14일 | ULTRA BLUE    | 밀리언       | TOCT-26067 |
| 5  | 2008년 3월 19일 | HEART STATION | 밀리언       | TOCT-26600 |
| 6  | 2016년 9월 28일 | Fantôme       |              | TYCT-60101 |

### 콤필레이션 앨범
| 발매일           | 타이틀                               | 골드 등 인정  |
| ---------------- | ------------------------------------ | ------------- |
| 2004년 3월 31일  | Utada Hikaru SINGLE COLLECTION VOL.1 | 3 밀리언      |
| 2010년 11월 24일 | Utada Hikaru SINGLE COLLECTION VOL.2 | 더블 플래티나 |

### 트리뷰트 앨범
| 발매일          | 타이틀                                                                       | 골드 등 인정 |
| --------------- | ---------------------------------------------------------------------------- | ------------ |
| 2014년 12월 9일 | 宇多田ヒカルのうた -13組の音楽家による13の解釈について- 우타다 히카루의 노래 |              |

### 아날로그반 앨범
- First Love (1999년 6월 30일)
- Distance (2001년 7월 25일)
- DEEP RIVER (2002년 9월 30일)

### VHS/DVD/BD
- UTADA HIKARU SINGLE CLIP COLLECTION VOL.1 UH1 (1999년 12월 22일/PV)
- BOHEMIAN SUMMER 2000 (2000년 12월 9일/LIVE)
- UTADA HIKARU SINGLE CLIP COLLECTION VOL.2 UH2 (2001년 9월 27일/PV)
- Utada Hikaru Unplugged (2001년 11월 28일/LIVE)
- UTADA HIKARU SINGLE CLIP COLLECTION+ VOL.3 UH3+ (2002년 9월 30일/PV)
- 20代はイケイケ! / 20대는 이케이케! (2003년 3월 29일/LIVE)
- Utada Hikaru in BudoKan 2004 ヒカルの5 / Utada Hikaru in BudoKan 2004 히카루의 5 (2004년 7월 28일/LIVE)
- UTADA HIKARU SINGLE CLIP COLLECTION VOL.4 UH4 (2006년 9월 27일/PV)
- UTADA UNITED 2006 (2006년 12월 20일/LIVE)
- WILD LIFE (DVD - 2011년 4월 20일, BD - 5월 18일/LIVE)

### 다른 명의 작품

#### U3
싱글
- Rainy Day
- New Life
- THANK YOU/子供たちの歌が聞こえる / THANK YOU/아이들의 노래가 들린다 (1999년 5월 1일)

앨범
- STAR (1993년 9월 17일, 1999년 2월 (재발매))

#### Cubic U
싱글
- 冷たい月 〜泣かないで〜 c/w ゴールデン・エラ / 차가운 달 ~울지 마~ c/w 골든 에러 (1996년 9월 26일)
  - 후지 케이코 with Cubic-U 명의
- ゴールデン・エラ / 골든 에러 (1999년 5월 5일)
  - 후지 케이코 with Cubic-U 명의
  - 단독으로 재발매.
- Close to You (1998년 1월 16일)
- I'll Be Stronger

앨범
- Precious (1998년 1월 28일, 1999년 3월 31일 (재발매))

#### Utada (UtaDA/UTADA)
싱글
- Devil Inside (2004년 9월 14일 (미국))
  - 빌보드 댄스 차트 미국 1위. 일본에서는 수입반으로 발매.
- Easy Breezy (2004년 10월 6일 (일본))
  - DVD 싱글. 《EXODUS》 일본반 CD 발매 전에는, 다운로드 선행 싱글로 mora 등에서 발매되었다.
- Exodus '04 (2005년 6월 21일 (미국))
  - 빌보드 댄스 차트 미국 24위. 일본에서는 수입반으로 발매.
- You Make Me Want to Be a Man (2005년 10월 17일)
  - 영국 데뷔 싱글.
- Do You feat. Utada (2007년 11월 21일)
  - Ne-Yo와 컬래버레이션한 다운로드 한정 곡.
- Come Back To Me (2009년)
  - Utada의 2번째 앨범 《This Is The One》으로부터의 선행 싱글.
- Sanctuary (Opening)/Sanctuary (Ending) (2009년)
  - 우타다 히카루의 싱글 〈Passion〉의 영어 가사 버전. 《This Is The One》 US반에 보너스 트랙으로 수록되었지만, 일본에서는 다운로드 한정 싱글로 발매.
- Dirty Desire (2009년)
  - 2번째 앨범 《This Is The One》으로부터의 2번째 싱글. 미국 다운로드 한정 싱글로 싱글 컷.

앨범
- EXODUS (2004년 9월 8일 (일본), 2004년 10월 5일 (미국), 2005년 10월 24일 (영국))
  - 영국 데뷔 앨범.
  - 미국 빌보드 최고 순위 160위.
  - 밀리언 인정 (일본).
- This Is The One (2009년 3월 14일 (일본), 2009년 5월 12일 (미국·유럽))
  - 2009년 3월 24일, 미국 다운로드 발매 (iTunes Store 종합 차트 최고 순위 18위, 팝 차트 최고 순위 2위 기록).
  - 미국 빌보드 첫 등장 178위, 최고 순위 69위 (계 3주 랭크 인).
  - 플래티나 인정 (일본).
- Utada The Best (2010년 11월 24일)
  - 첫 베스트 앨범.

## 같이 보기
- 캐피틀 레코드